# ブッソ
ブッソ（イタリア語: Busso）は、イタリア共和国モリーゼ州カンポバッソ県にある、人口約1,200人の基礎自治体（コムーネ）。

## 地理

### 位置・広がり

#### 隣接コムーネ
隣接するコムーネは以下の通り。
- バラネッロ
- カンポバッソ
- カザルチプラーノ
- カストロピニャーノ
- オラティーノ
- スピネーテ
- ヴィンキアトゥーロ